# 保古の湖

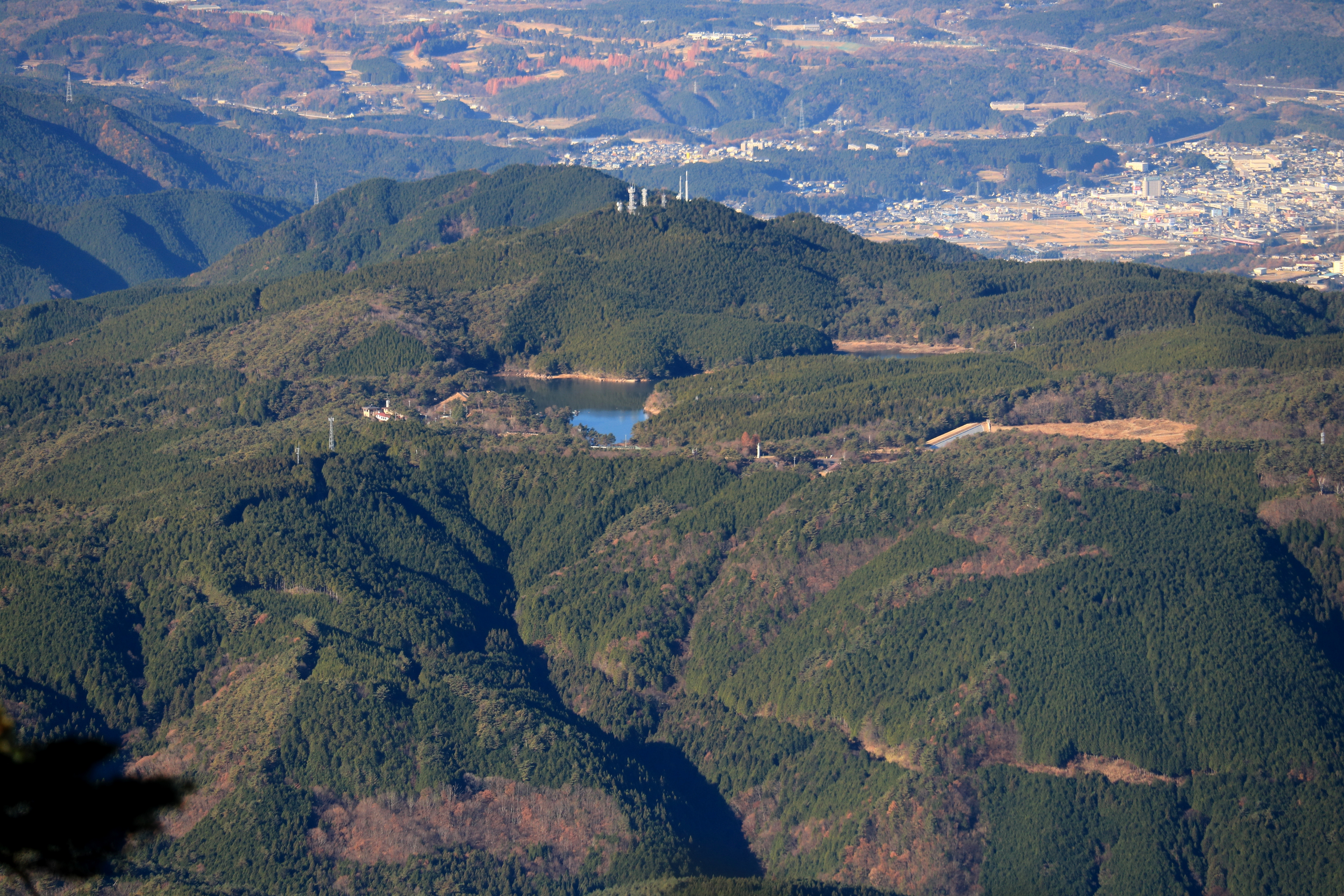
東側の恵那山から望む保古山上にある保古の湖

保古の湖（ほこのこ）は、岐阜県中津川市と恵那市にまたがる根の上高原の保古山にある湖。胞山県立自然公園にあり、湖畔に恵那山高原国民休養地がある。

## 概要

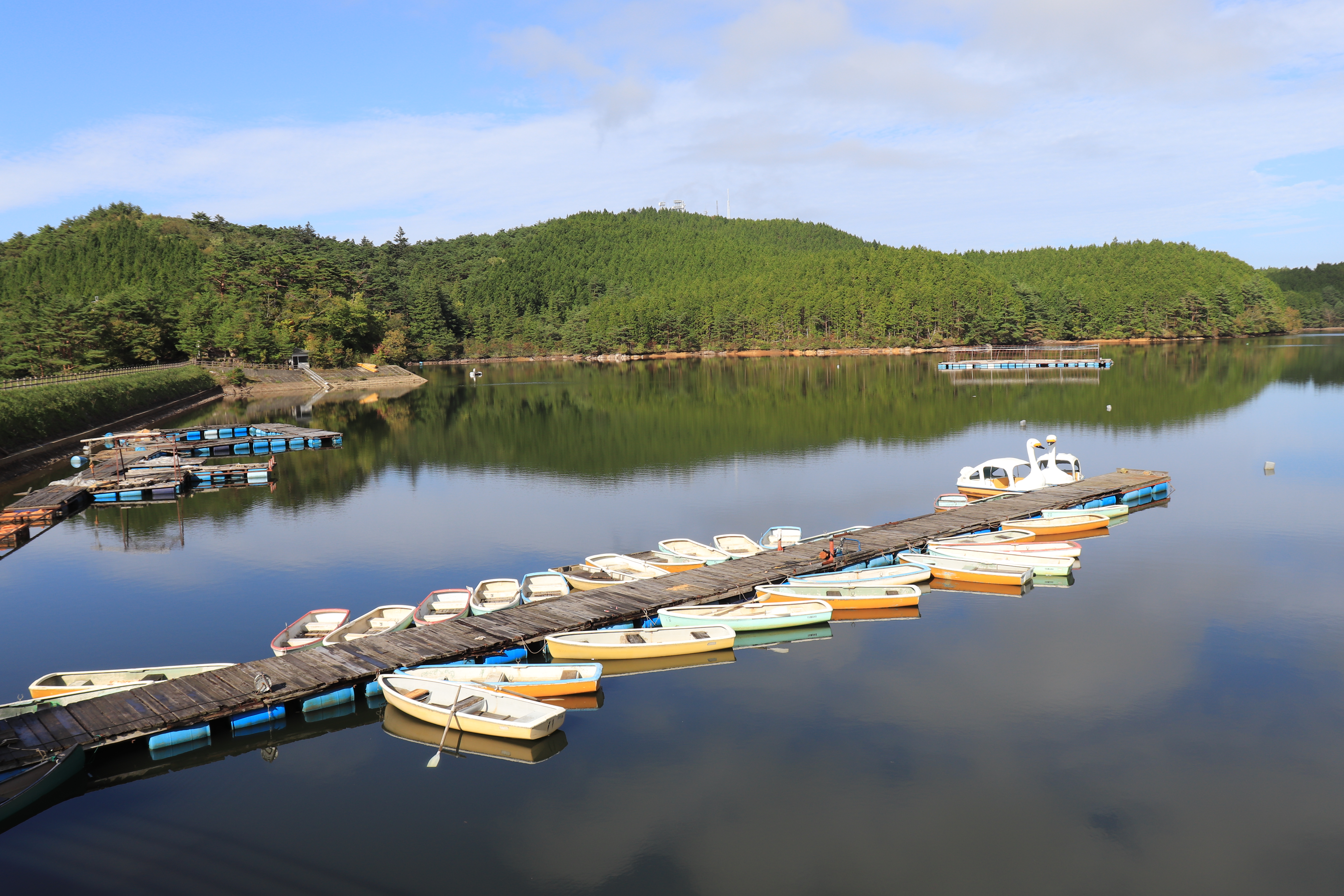
保古の湖と保古山の山頂（中央奥）

- 標高約900mにある周囲5km、最大水深15mの湖である。
- 春から秋にかけては、釣りやカヌー、キャンプ、周辺の森林散策が楽しめる。
- 冬季（11月1日～2月28日） には保古の湖が凍結し、氷を割ってワカサギ釣りが行われる。（有料）
- 導水路で繋がっている根の上湖も近くにある。
- 湖畔には国民宿舎恵那山荘や、根の上高原保古の湖キャンプ場などの宿泊施設がありバンガローやロッジの他キャンピングカー用の区画もある。
- 飛騨・美濃紅葉三十三選の一つである

## 歴史
明治時代後期、農村不況の救済対策として未開拓地の開田事業が推奨され、大正3年に可知貫一が保古山を活用した溜め池建設を立案、大正10年に東野村耕地整理組合が発足し、大正13年保古の湖が完成した。麓の開拓が完了したのは13年後の昭和八年だった。

## 主な施設
- 根の上高原保古の湖キャンプ場
- 国民宿舎恵那山荘

## 交通アクセス

### 公共交通機関
- 最寄りの駅は、明知鉄道明知線 飯沼駅である。約7kmの距離があるが公共交通機関は無く、恵那駅からタクシーを利用。

### 道路
- 国道19号恵那市正家交差点より、岐阜県道407号阿木大井線・岐阜県道413号東野中津川線を経由
- 国道19号中津川市中村交差点より、国道363号を南下
- 恵那市岩村町方面からは、国道363号を北上
- 国道19号中津川市手賀野交差点より、岐阜県道413号東野中津川線を南下